# Hendrik Brinksma

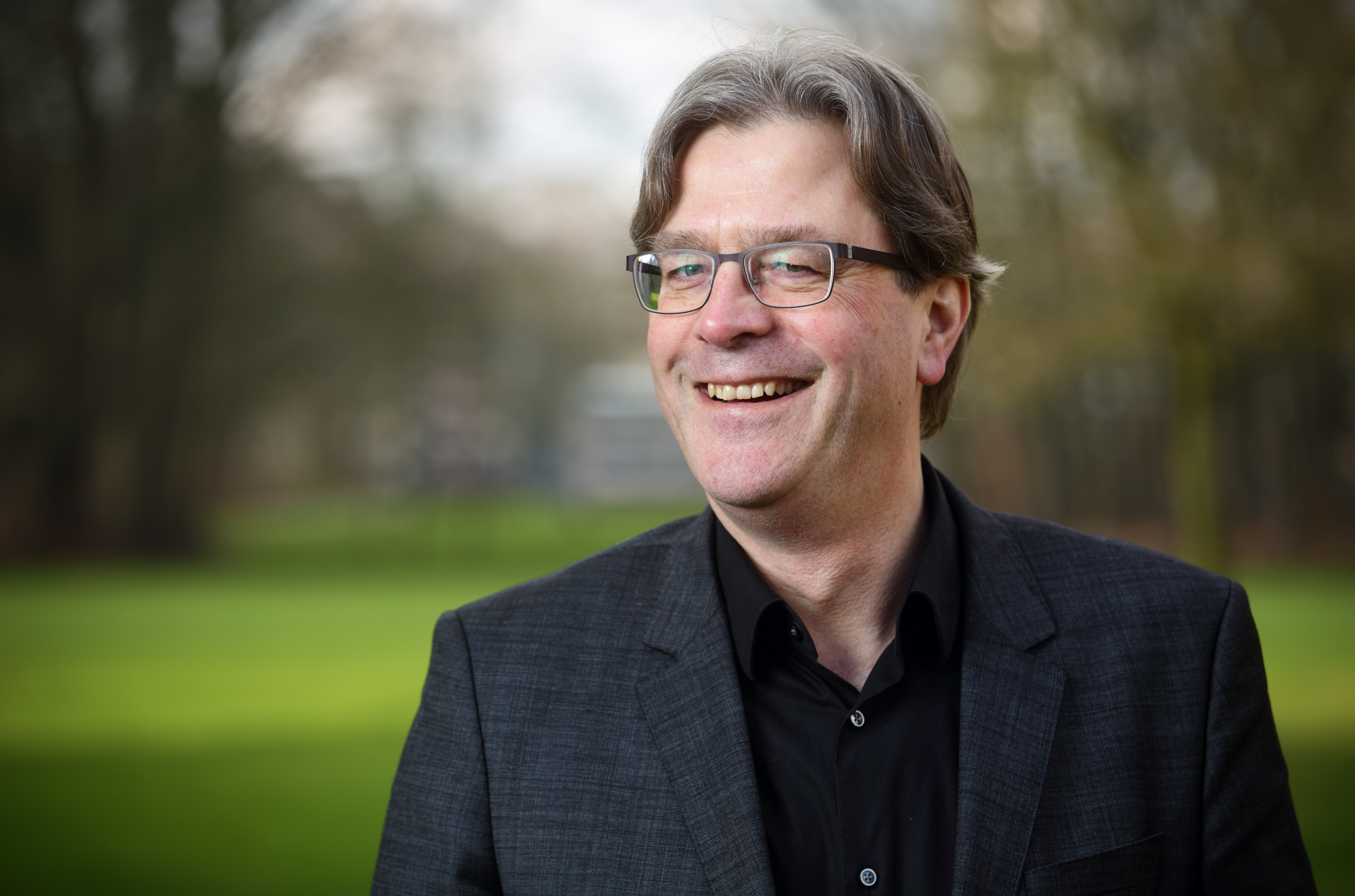
Hendrik „Ed“ Brinksma (2016)

Hendrik „Ed“ Brinksma (* 16. September 1957 in Den Haag) ist ein niederländischer Professor für Informatik sowie Präsident der Erasmus-Universität Rotterdam.

## Leben
Brinksma studierte Mathematik an der Universität Groningen mit der Spezialisierung mathematische Logik. Er schloss 1982 das Studium mit Cum laude ab.

## Wirken
Brinksma promovierte 1988 über LOTOS an der Universität Twente.
Neben formalen Methoden bilden Prozesskalkül und modellbasiertes Testen Brinksmas akademische Schwerpunkte.
1991 erhielt Brinksma einen Ruf an die Universität Twente als Professor für formale Methoden. 2005 wechselte er für eine Professur in eingebetteten Systemen an die Technische Universität Eindhoven. Von 2009 bis 2016 war er Rector magnificus der Universität Twente. Nach seiner Amtszeit erhielt er die Auszeichnung als Offizier des Ordens von Oranien-Nassau. Brinksma verbrachte das Jahr nach seiner Präsidentschaft mit Aufenthalten am Stevens Institute of Technology sowie an der Singapore University of Technology and Design. Brinksma wurde am 25. Oktober 2017 vom akademischen Senat der TU Hamburg als Nachfolger von Garabed Antranikian zum Präsidenten der TUHH gewählt. Sein Amtsantritt war der 1. Februar 2018. Nachdem er die TUHH zweieinhalb Jahre geleitet hatte, gab Brinksma sein Amt zum 1. September 2020 auf und begann als neuer Präsident der Erasmus-Universität Rotterdam zu arbeiten.